# Arthur Dent
Arthur Dent är en litterär figur och huvudperson i Douglas Adams "trilogi i fem delar", vilken inleds med Liftarens guide till galaxen (The Hitchhiker's Guide to the Galaxy). I den första delen lyckas han med hjälp av utomjordingen Ford Prefect fly från jorden precis innan den förstörs av vogoner som är i färd med att bygga en intergalaktisk motorväg. Innan jorden förintas arbetar Arthur på en radiostadion.

## Karaktärsdrag
Arthur är romanseriens identifikationsobjekt. Han är konservativ och har en stark drift att ordna upp sin tillvaro så att den stämmer någorlunda överens med hur han hade det på jorden. Han hycklar aldrig med sin förvåning över de bisarra händelser som han och de andra huvudrollerna blir utsatta för.

## Skådespelare som spelat Arthur Dent
I originalradiopjäsen spelades Arthur Dent av Simon Jones, han upprepade sin roll i de nya avsnitten som gjordes 2004–2005. Den ursprungliga radiopjäsen översattes till svenska och där spelades Arthur Dent av Adde Malmberg. Simon Jones spelade också Arthur i TV-versionen av Liftarens Guide. I filmversionen från 2005 spelades Dent av Martin Freeman.